# Краковія (стадіон)
Стадіон «Краковії» імені Юзефа Пілсудського (пол. Stadion Cracovii im. Józefa Piłsudskiego) — футбольна арена у м. Краків, Польща. Є домашньою для місцевого ФК «Краковія». Розташований за адресою: вул. Юзефа Калужи, названий на честь відомого польського державного діяча Юзефа Пілсудського. Місце, на якому розташована сучасна арена, є найстарішим, на якому є стадіон, де проводять матчі сучасної польської Екстракляси — з 1912 року. Власником арени є гміна міста Кракова.

## Український слід в історії
У вересні 2016 року ФІФА дозволила збірній України з футболу провести в Кракові 9 жовтня 2016 року відбірковий матч першости-2018 проти команди Косова, оскільки між країнами відсутні дипломатичні стосунки. 26 вересня 2016 року до міста мала прибути делегація ФФУ для інспектування арен краківських клубів «Вісла» і «Краковія». ФФУ ухвалила рішення провести матч на цьому стадіоні. 3 жовтня в ЗМІ появилися звістки, що ФІФА затвердила місце проведення матчу.
ФФУ щодо проведення матчу домовлялася не з представниками міста Кракова, а з керівниками регіону, які є політичними опонентами. За законами (чи регіональними приписами) Польщі, про організацію самового заходу треба повідомляти за 30 днів до його початку. Однак квитки почали роповсюджувати, не узгодивши всіх деталей з владою міста Кракова.
Незважаючи на думку української сторони, влада міста Кракова дозволила, щоб на матчі відбіркового турніру чемпіонату світу між збірними України та Косово були присутні лише 999 вболівальників. Однак журналісти газети «Спортивка» з'ясували, що всі заборони мали превентивний характер, а краківські поліціянти мали тверду вказівку, що у випадку, якщо українських вболівальників виявиться більше, ніж 999 осіб, і вони будуть влаштовувати щось на кшталт «дрібних бунтів» перед початком матчу, поліціянти мали без будь-яких обмежень і безкоштовно пропускати вболівальників на стадіон.